# Typhlodromus inopinatus
Typhlodromus inopinatus är en spindeldjursart som först beskrevs av Wainstein 1975.  Typhlodromus inopinatus ingår i släktet Typhlodromus och familjen Phytoseiidae. Inga underarter finns listade i Catalogue of Life.